# Bujoru (okręg Teleorman)
Bujoru – wieś w Rumunii, w okręgu Teleorman, w gminie Bujoru. W 2011 roku liczyła 2027 mieszkańców.